# Jurij Koczmar
Jurij Koczmar (ur. 1974, zm. 10 marca 2017 w Hiszpanii) – ukraiński kierowca rajdowy.

## Kariera
Rozpoczął karierę w 2007. Był zdobywcą Pucharu Ukrainy w 2012, a w 2011 zajął trzecie miejsce na wyścigach rajdowych. W latach 2010–2013-2014 zdobył czwarte miejsce. Był siedmiokrotnym zwycięzcą na zawodach. Trafił do szpitala w wyniku wypadku, który miał miejsce w sierpniu 2015 na Rally Kurzeme po wpadnięciu jego samochodu do rowu i uderzenia w drzewo. Przebywał w śpiączce, lecz na początku 2016 wybudzono go, że śpiączki. Zmarł 10 marca 2017.